# Église San Giovanni Battista dei Cavalieri di Rodi
Pour les articles homonymes, voir Église San Giovanni Battista.
L'église San Giovanni Battista dei Cavalieri di Rodi (en français : église Saint Jean-Baptiste des Chevaliers de Rhodes) est une église romaine située dans le rione de Monti sur la piazza del Grillo à Rome.

## Historique
Les origines de cette église remontent à sa construction dans les ruines du forum d'Auguste. L'essentiel de l'édifice actuel date toutefois de sa reconstruction en 1946 dans l'espace du prieuré hospitalier.

## Architecture et intérieur

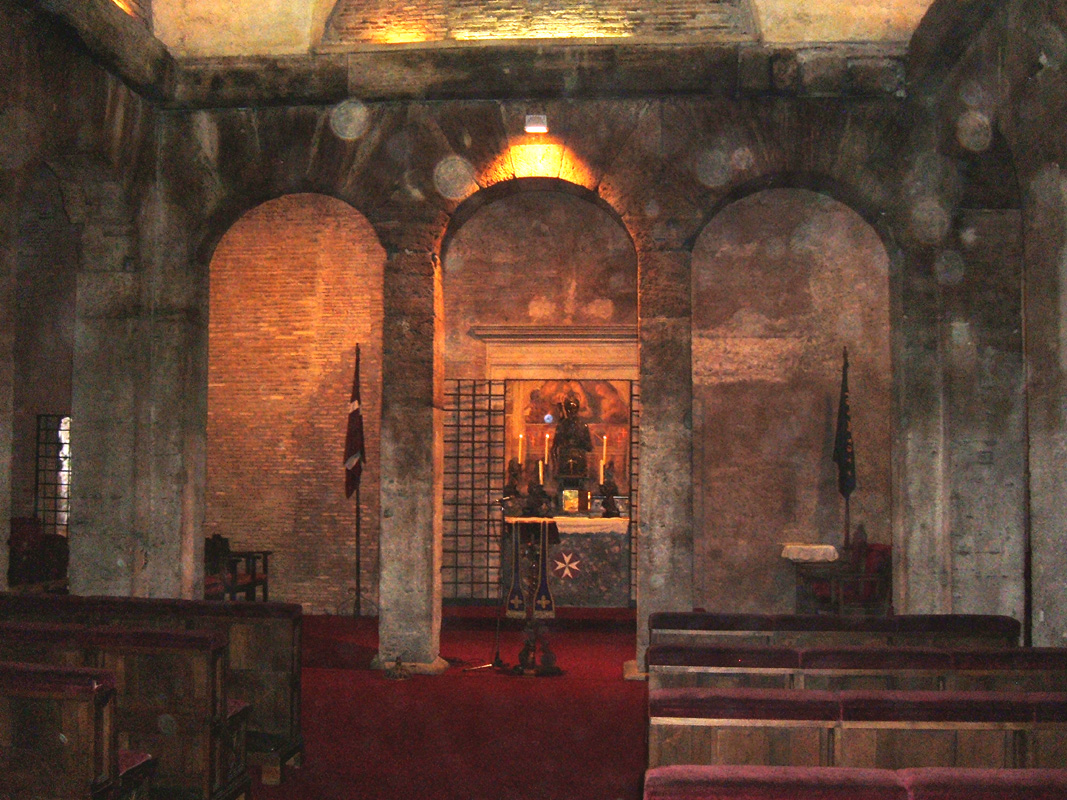
Le maître-autel.

Le maître-autel est l'œuvre d'Alfredo Biagini (1886-1952).